# Ориндж (окръг, Индиана)
Вижте пояснителната страница за други значения на Ориндж.
Окръг Ориндж (на английски: Orange County) е окръг в щата Индиана, Съединени американски щати. Площта му е 1057 km², а населението е 19 867 души (1 април 2020). Административен център е град Паоли.